# Mastrus costalis
Mastrus costalis là một loài tò vò trong họ Ichneumonidae.